# Hristo Fotev
Hristo Fotev ([fo'tev], bugarski:  Христо Константинов Фотев; Carigrad, 25. ožujka 1934. – Burgas, 27. srpnja 2002.) bio je bugarski pjesnik.
Pjesnik izražene suptilnosti, ispovijedao je suvremeni neoromantičarski svjetonazor. Rodio se u Carigradu, a ubrzo se nakon rođenja preselio s obitelji u grad Burgas na obali Crnog mora 1940. godine, u dobi od šest godina.
Prve pjesme objavio je 1960., a godinu poslije postao je članom Bugarskog saveza pisaca. Od 1964. postao je kreativni predsjedatelj Saveza.
Njegove važnije pjesničke zbirke su Pristanište (1969.), Liturgija za dupine (Liturgija za delfini, 1981.) i Venecijanska noć (Venecianska nošt, 1989.).
Glavni pjesnički motiv njegovih djela je ljubav prema moru te sklad i mirnoća mora.